# ガレス・リース
- ギャレス・リース

ガレス・リース（Gareth Rees、1969年3月12日 - ）は、イギリスのレーシングドライバー。

## 経歴
フォーミュラ・フォードでカーレースのキャリアを始めた。後年、彼はフォーミュラ・フォードフェスティバル、フォーミュラ・フォード1600 BRDC、フォーミュラ・オペルロータスユーロシリーズ、マスターズF3 、マカオグランプリ、イギリスF3 、イギリスF2 、国際F3000などに参戦した。
国際F3000では、1995年、 1997年-1998年に参戦。1997年に表彰台に立ったときに初ポイントを獲得して総合14位。1年後はさらに躍進して10ポイント獲得した為、最終ランキングで8位となった。